# Góry Sabińskie
Góry Sabińskie (wł. Monti Sabini, łac. Montes Sabini) – łańcuch górski w Apeninach, ograniczony od zachodu przez dolinę rzeki Tyber, od północy przez Nerę, od wschodu przez Velino i Turano, od południa przez Aniene. Najwyższym szczytem jest Monte Tancia (1 292 m n.p.m.). Łańcuch znajduje się w dwóch włoskich prowincjach rzymskiej i reatyńskiej.

## Geografia
Góry Sabińskie rozciągają się z północy na południe między Górami Reatyńskimi i doliną Tybru. Dzielą się na części: północną (Góry Sabińskie właściwe) i południową (Monti Lucretili). Najwyższymi szczytami części północnej są:
- Monte Tancia	− 1 292 m n.p.m.
- Monte Pizzuto − 1 288 m n.p.m.
- Macchia Gelata − 1 258 m n.p.m.
- Monte Porco Morto	 − 1 257 m n.p.m.
- Monte Alto − 1 245 m n.p.m.
- Monte Lupara	 − 1 231 m n.p.m.
- Cimale La Croce − 1 227 m n.p.m.
- Monte La Cappelletta − 1 205 m n.p.m.
- Monte Macchia Porrara − 1 202 m n.p.m.

## Administracja
Region stanowi wschodnią część terenów historycznej Sabiny. Obszar ten obejmuje tereny następujących gmin:
- Comunità montana Montepiano Reatino
- Comunità montana dei Monti Sabini, Tiburtini, Cornicolani e Prenestini
- Comunità montana Sabina IV Zona
- XX Comunità montana dei Monti Sabini
- Comunità montana dell'Aniene

Na terenie Gór Sabińskich znajduje się rezerwat przyrody Monti Lucretili oraz obszar mający znaczenie dla Wspólnoty sieci Natura 2000 na Monte Tancia i Monte Pizzuto.